# Віджано
Віджано (італ. Viggiano) — муніципалітет в Італії, у регіоні Базиліката, провінція Потенца.
Віджано розташоване на відстані близько 340 км на південний схід від Рима, 35 км на південь від Потенци.
Населення — 3274 особи (2014).

## Демографія
Населення за роками:

Станом на 1 січня 2023 року в муніципалітеті офіційно проживало 160 іноземців з 18 країн, серед них 95 громадян країн Євросоюзу та 3 громадяни України.

## Сусідні муніципалітети
- Кальвелло
- Корлето-Пертікара
- Грументо-Нова
- Лауренцана
- Марсіковетере
- Монтемурро